# Suchowola (gromada w powiecie dąbrowskim)
Suchowola – dawna gromada, czyli najmniejsza jednostka podziału terytorialnego Polskiej Rzeczypospolitej Ludowej w latach 1954–1972.
Gromady, z gromadzkimi radami narodowymi (GRN) jako organami władzy najniższego stopnia na wsi, funkcjonowały od reformy reorganizującej administrację wiejską przeprowadzonej jesienią 1954 do momentu ich zniesienia z dniem 1 stycznia 1973, tym samym wypierając organizację gminną w latach 1954–1972.
Gromadę Suchowola z siedzibą GRN w Suchowoli utworzono – jako jedną z 8759 gromad – w powiecie sokólskim w woj. białostockim, na mocy uchwały nr 22/V WRN w Białymstoku z dnia 4 października 1954. W skład jednostki weszły obszary dotychczasowej gromady Suchowola ze zniesionej gminy Suchowola w tymże powiecie. Dla gromady ustalono 20 członków gromadzkiej rady narodowej.
31 grudnia 1959 do gromady Suchowola przyłączono obszar lasów państwowych N-ctwa Kumiałka obejmujący oddziały 104-110, 110 A, 110 B, 111—118 o łącznej powierzchni 375,90 ha z gromady Wólka, wsie Brukowo, Chlewisk Górny i Chlewisk Dolny oraz kolonię Zgierszczańskie ze zniesionej gromady Czerwonka, a także wsie Jatwieź Duża, Jatwieź Mała i Karpowicze ze zniesionej gromady Jatwieź Duża w powiecie monieckim.
31 grudnia 1961 roku gromadę przyłączono do powiatu dąbrowskiego. Tego samego dnia przyłączono do niej wsie Laudańszczyzna, Leszczany, Okopy i Pokośna oraz kolonię Gajewo ze zniesionej gromady Pokośna.
Gromada przetrwała do końca 1972 roku, czyli do kolejnej reformy gminnej. Z dniem 1 stycznia 1973 roku reaktywowano gminę Suchowola.